# Schmeheim
Schmeheim est une commune allemande de l'arrondissement de Hildburghausen, Land de Thuringe.

## Géographie
| Dillstädt | Suhl      |           |
|           | Schmeheim |           |
| Marisfeld |           | Oberstadt |

## Histoire
Schmeheim est mentionné pour la première fois en 914.

## Source, notes et références
- (de) Cet article est partiellement ou en totalité issu de l’article de Wikipédia en allemand intitulé « Schmeheim » (voir la liste des auteurs).